# Gerlando Marsiglia
Gerlando Marsiglia (Giuliana, 27 febbraio 1793 – New York, 8 settembre 1850) è stato un pittore italiano.

## Biografia
Iniziò i suoi studi di pittura a Palermo ma poi si trasferì a Napoli dove cominciò a frequentare la corte dei re Borboni.
Intorno al 1820 si trasferì a New York dove aprì una propria galleria d'arte.